# 1825
Il 1825 (MDCCCXXV in numeri romani) è un anno  del XIX secolo.

## Eventi
- Anno Santo della Chiesa cattolica.
- 4 gennaio – Italia (Regno delle Due Sicilie): Muore a Napoli re Ferdinando I di Borbone. Gli succede il figlio Francesco I.
- 19 gennaio – Ezra Daggett e Thomas Kensett ottengono il brevetto per il processo conservativo del cibo nelle lattine.
- 25 gennaio – Italia (Regno delle Due Sicilie): Insediatosi sul trono, Francesco I firma un'amnistia liberando 144 detenuti dai lavori forzati.
- 8 maggio – Guerra d'indipendenza greca, Battaglia di Sfacteria: Una flottiglia greca sbarcò circa 1500 combattenti sull'isola di Sfacteria, ma venne brutalmente respinta dalla flotta egiziana.
- 10 maggio – Italia (Regno Lombardo-Veneto): La città di Milano ospita, con feste regali e cerimonie religiose, l'Imperatore d'Austria Francesco I d'Asburgo.
- 25 giugno – Italia (Regno Lombardo-Veneto): Nella città di Pavia, che non ha mai manifestato tendenze indipendentiste, in concomitanza con il viaggio imperiale, si verificano tumulti negli ambienti studenteschi.
- 6 agosto – La Bolivia diventa una repubblica autonoma.
- 31 agosto – Italia (Stato Pontificio): la repressione del cardinale Rivarola, in Romagna, tocca il massimo grado di spietatezza. La polizia speciale compie numerose retate arrestando cinquecento persone per cospirazione.
- 26-28 settembre – La flotta sarda bombarda Tripoli per questioni commerciali riguardo ad alcune violazioni degli accordi seguiti alla Prima guerra barbaresca.
- 27 settembre – Apertura della Ferrovia Stockton-Darlington, prima locomotiva a spingere un treno passeggeri.
- 14 dicembre – Insurrezione costituzional-liberale nell'Impero russo.
- In Inghilterra vengono abolite le leggi che impedivano società per azioni con più di 6 soci, la cosiddetta operazione Bubble Act.

## Nati
Ci sono circa 380 voci su persone nate nel 1825; vedi la pagina Nati nel 1825 per un elenco descrittivo o la categoria Nati nel 1825 per un indice alfabetico.

## Morti

### Gennaio
- 1º gennaio - Giovanni Biroli, medico, botanico e docente italiano (n. 1772)
- 1º gennaio - Filippo Rossi, fantino italiano (n. 1775)
- 3 gennaio - Ermenegildo Pini, matematico, naturalista e architetto italiano (n. 1739)
- 4 gennaio - Ferdinando I delle Due Sicilie, re (n. 1751)
- 8 gennaio - Eli Whitney, imprenditore, inventore e ingegnere statunitense (n. 1765)
- 10 gennaio - Ioannis Varvakis, rivoluzionario e imprenditore greco (n. 1745)
- 15 gennaio - Heinrich Reinhold, pittore e incisore tedesco (n. 1788)
- 20 gennaio - Tommaso Napoli, storico italiano (n. 1743)
- 22 gennaio - Giuseppe Carpani, scrittore e librettista italiano (n. 1752)
- 26 gennaio - Giuseppe Fenaroli Avogadro, politico italiano (n. 1760)
- 26 gennaio - Alexander Tilloch, giornalista e inventore britannico (n. 1759)

### Febbraio
- 5 febbraio - Elisabetta Canori Mora, italiana (n. 1774)
- 5 febbraio - Pierre Gaveaux, tenore e compositore francese (n. 1760)
- 5 febbraio - Jacob Job Élie, generale francese (n. 1746)
- 6 febbraio - John Connolly, religioso e vescovo cattolico irlandese (n. 1751)
- 6 febbraio - William Eustis, politico e statistico statunitense (n. 1753)
- 11 febbraio - Giacomo Rezia, anatomista italiano (n. 1745)
- 11 febbraio - Raiden Tameemon, lottatore di sumo giapponese (n. 1767)
- 11 febbraio - Federico IV di Sassonia-Gotha-Altenburg, duca (n. 1774)
- 14 febbraio - Giovanni Battista Caracciolo di Vietri, generale e nobile italiano (n. 1762)
- 14 febbraio - Angelo Dalla Decima, matematico italiano (n. 1752)
- 15 febbraio - Rutger Jan Schimmelpenninck, politico olandese (n. 1761)
- 16 febbraio - Robert Lindet, politico e avvocato francese (n. 1746)
- 17 febbraio - Maria Angela Ardinghelli, fisica e traduttrice italiana (n. 1728)
- 17 febbraio - Julien Marie Cosmao-Kerjulien, ammiraglio francese (n. 1761)
- 19 febbraio - Francisco de Eliza, militare, esploratore e navigatore spagnolo (n. 1759)
- 21 febbraio - Johann Erdwin Christoph Ebermaier, farmacista e medico tedesco (n. 1768)
- 22 febbraio - Eleanor Anne Porden, poetessa e scrittrice britannica (n. 1795)
- 24 febbraio - Toyokuni, pittore giapponese (n. 1769)
- 26 febbraio - Baldeo Singh, indiano
- 26 febbraio - Antonio Onofri, politico e diplomatico sammarinese (n. 1759)

### Marzo
- 1º marzo - Peter Elmsley, filologo classico inglese (n. 1774)
- 2 marzo - Maximin Isnard, politico francese (n. 1758)
- 2 marzo - Francesco Antonio Mondelli, vescovo cattolico italiano (n. 1756)
- 4 marzo - Marie-Louise de Lamoignon, religiosa francese (n. 1763)
- 4 marzo - Hercules Mulligan, rivoluzionario irlandese (n. 1740)
- 4 marzo - Raphaelle Peale, pittore statunitense (n. 1774)
- 9 marzo - Anna Laetitia Barbauld, scrittrice britannica (n. 1743)
- 10 marzo - José de Bustamante y Guerra, militare e esploratore spagnolo (n. 1759)
- 10 marzo - Karl Mollweide, astronomo e matematico tedesco (n. 1774)
- 12 marzo - Charles Hamilton, ammiraglio scozzese (n. 1747)
- 13 marzo - Joan Cornelis van der Hoop, politico olandese (n. 1742)
- 16 marzo - Pierre Augustin Béclard, chirurgo e anatomista francese (n. 1785)
- 18 marzo - Ferdinand Hermann Maria von Lüninck, vescovo cattolico tedesco (n. 1755)
- 25 marzo - Charles François de Bonnay, ufficiale, diplomatico e politico francese (n. 1750)
- 25 marzo - Antoine Fabre d'Olivet, scrittore francese (n. 1767)
- 26 marzo - Jean Vincent Félix Lamouroux, botanico e zoologo francese (n. 1779)
- 29 marzo - Roberto Cofresí, pirata e corsaro portoricano (n. 1791)
- 29 marzo - Return Jonathan Meigs, politico e militare statunitense (n. 1764)
- 30 marzo - Gabriel de Hédouville, generale e diplomatico francese (n. 1755)

### Aprile
- 2 aprile - Pedro Antonio Olañeta, militare spagnolo (n. 1770)
- 3 aprile - Otto Heinrich von Loeben, poeta e scrittore tedesco (n. 1786)
- 4 aprile - Carlo Ludovico I di Hohenlohe-Langenburg, nobile tedesco (n. 1762)
- 5 aprile - Carlo Maria Lenzi, vescovo cattolico italiano (n. 1761)
- 6 aprile - Luisa di Sassonia-Hildburghausen, nobile (n. 1794)
- 7 aprile - Giuseppe Saverio Poli, fisico, naturalista e militare italiano (n. 1746)
- 10 aprile - Paul-Louis Courier, scrittore e grecista francese (n. 1772)
- 12 aprile - Anna Ivanovna Barjatinskaja, nobildonna russa (n. 1772)
- 13 aprile - Josef Jelínek, pianista e compositore ceco (n. 1758)
- 13 aprile - Matilde di Waldeck e Pyrmont, principessa tedesca (n. 1801)
- 16 aprile - Johann Heinrich Füssli, letterato e pittore svizzero (n. 1741)
- 18 aprile - Vladimir Lukič Borovikovskij, pittore russo (n. 1757)
- 21 aprile - Johann Friedrich Pfaff, matematico tedesco (n. 1765)
- 23 aprile - Friedrich Müller, poeta, drammaturgo e pittore tedesco (n. 1749)
- 24 aprile - Gaetano Marré, giurista italiano (n. 1771)
- 27 aprile - Vivant Denon, scrittore, incisore e storico dell'arte francese (n. 1747)

### Maggio
- 1º maggio - Metilde Viscontini Dembowski, patriota italiana (n. 1790)
- 2 maggio - Francesco Maria Carnea Steffaneo, politico, letterato e educatore austriaco (n. 1759)
- 2 maggio - Giuseppe Santi, pittore italiano (n. 1761)
- 5 maggio - Louis Marie de Milet de Mureau, politico, generale e nobile francese (n. 1751)
- 6 maggio - Agostino Albergotti, vescovo cattolico italiano (n. 1755)
- 6 maggio - Anne Barnard, scrittrice e socialite scozzese (n. 1750)
- 7 maggio - Johann Gabriel Chasteler de Courcelles, generale austriaco (n. 1763)
- 7 maggio - Antonio Salieri, compositore italiano (n. 1750)
- 8 maggio - Santorre di Santa Rosa, politico, militare e patriota italiano (n. 1783)
- 12 maggio - Stanislao Mattei, francescano e compositore italiano (n. 1750)
- 17 maggio - Filippo Anfossi, religioso e teologo italiano (n. 1748)
- 19 maggio - Claude-Henri de Rouvroy de Saint-Simon, filosofo francese (n. 1760)
- 22 maggio - Laskarina Bouboulina, patriota greca (n. 1771)
- 25 maggio - Luigi Fiacchi, poeta, filologo e presbitero italiano (n. 1754)
- 30 maggio - Johann Ernst Fabri, geografo, statistico e storico tedesco (n. 1755)
- 31 maggio - Giuseppe Chiarini, fantino italiano (n. 1775)

### Giugno
- 1º giugno - Elizabeth Murray, nobile inglese (n. 1760)
- 3 giugno - Thomas Martyn, botanico inglese (n. 1735)
- 4 giugno - John Adam, diplomatico e politico britannico (n. 1779)
- 4 giugno - Vijaya Raghunatha Raya Tondaiman II, sovrano (n. 1797)
- 6 giugno - Ferdinando Bubna, militare boemo (n. 1768)
- 9 giugno - Paolina Bonaparte, principessa italiana (n. 1780)
- 11 giugno - Daniel D. Tompkins, politico statunitense (n. 1774)
- 14 giugno - Pierre L'Enfant, architetto e urbanista francese (n. 1754)
- 15 giugno - Ivan Ivanovič Barjatinskij, diplomatico russo (n. 1767)
- 17 giugno - Keçiboynuzu İbrahim Hilmi Pascià, politico e militare ottomano (n. 1747)
- 17 giugno - Edward Pigott, astronomo britannico (n. 1753)
- 20 giugno - Gregorios Papaflessas, patriota greco (n. 1788)
- 21 giugno - Francesco Basetti, patriota italiano (n. 1791)
- 22 giugno - Johann Karl Burckhardt, astronomo e matematico tedesco (n. 1773)
- 29 giugno - Carlo Zen, arcivescovo cattolico e diplomatico italiano (n. 1772)
- 30 giugno - Friedrich Wilhelm Hemprich, naturalista e esploratore tedesco (n. 1796)

### Luglio
- 5 luglio - Antonio Vassalli Eandi, abate, fisico e matematico italiano (n. 1761)
- 6 luglio - Thomas Leiper, imprenditore e politico statunitense (n. 1745)
- 7 luglio - Giovanni Bausan, militare e nobile italiano (n. 1757)
- 10 luglio - Johann Ignaz Ludwig Fischer, basso tedesco (n. 1745)
- 12 luglio - Dorothea von Rodde-Schlözer, filosofa tedesca (n. 1770)
- 16 luglio - Pierre Trénitz, danzatore e coreografo francese (n. 1767)
- 17 luglio - William Beauclerk, VIII duca di St. Albans, nobile inglese (n. 1766)
- 23 luglio - Francesco Vigilio Barbacovi, giurista italiano (n. 1738)
- 27 luglio - Claude Fournier, rivoluzionario francese (n. 1745)
- 27 luglio - Jean-Baptiste Godart, entomologo francese (n. 1775)
- 28 luglio - Alessandro Annoni, politico italiano (n. 1770)
- 30 luglio - William Craven, I conte di Craven, nobile e ufficiale inglese (n. 1770)
- 31 luglio - Pietro Carlo Antonio Ciani, vescovo cattolico italiano (n. 1757)

### Agosto
- 1º agosto - Antonio Lamberto Rusconi, cardinale e vescovo cattolico italiano (n. 1743)
- 2 agosto - Ambrogio Minoja, compositore e clavicembalista italiano (n. 1752)
- 3 agosto - Friedrich Karl zu Löwenstein-Wertheim-Freudenberg, principe e politico tedesco (n. 1743)
- 11 agosto - Franz Egon von Fürstenberg, vescovo cattolico tedesco (n. 1737)
- 15 agosto - Anthony Boldewijn Gijsbert van Dedem van den Gelder, generale olandese (n. 1774)
- 16 agosto - Charles Cotesworth Pinckney, politico, generale e diplomatico statunitense (n. 1746)
- 20 agosto - Juan Martín Díez, generale spagnolo (n. 1775)
- 20 agosto - William Waldegrave, I barone Radstock, ammiraglio inglese (n. 1753)
- 30 agosto - Johann Aloys Josef von Hügel, diplomatico e politico austriaco (n. 1753)
- 30 agosto - Enrico XV di Reuss zu Plauen, nobile (n. 1751)

### Settembre
- 4 settembre - Frederick Howard, V conte di Carlisle, nobile, politico e scrittore britannico (n. 1748)
- 13 settembre - Luigi Bassi, baritono italiano (n. 1766)
- 15 settembre - Manuel José Abad y Queipo, presbitero spagnolo (n. 1751)
- 16 settembre - Franciszek Karpiński, poeta polacco (n. 1741)
- 17 settembre - Josef Karl von Dietrichstein, politico e nobile austriaco (n. 1763)
- 28 settembre - Barbara Krafft, pittrice austriaca (n. 1764)
- 29 settembre - Daniel Shays, ufficiale e rivoluzionario statunitense (n. 1747)

### Ottobre
- 3 ottobre - Claude Simon, vescovo cattolico francese (n. 1744)
- 6 ottobre - Bernard Germain de Lacépède, zoologo e politico francese (n. 1756)
- 10 ottobre - Dmitrij Stepanovič Bortnjanskij, compositore russo (n. 1751)
- 13 ottobre - Massimiliano I Giuseppe di Baviera, nobile (n. 1756)
- 14 ottobre - Georg Christian Knapp, teologo tedesco (n. 1753)
- 15 ottobre - Giuseppe Maria di Savoia-Villafranca, nobile e militare francese (n. 1783)
- 17 ottobre - Peter Winter, compositore tedesco (n. 1754)
- 20 ottobre - Girolamo Lucchesini, diplomatico e scrittore italiano (n. 1751)
- 21 ottobre - Luigi Serra di Cassano, IV duca di Cassano, nobile e politico italiano (n. 1747)
- 29 ottobre - Carlo Alberto Donati, architetto e ingegnere svizzero (n. 1790)

### Novembre
- 2 novembre - Carlo Eugenio di Lorena, principe di Lambesc, principe e generale francese (n. 1751)
- 7 novembre - Pietro Leggiadri Gallani, politico e militare italiano (n. 1762)
- 8 novembre - José Justo Salcedo y Arauco, ammiraglio spagnolo (n. 1753)
- 12 novembre - Francesco Reina, letterato italiano (n. 1766)
- 14 novembre - Jean Paul, scrittore e pedagogista tedesco (n. 1763)
- 17 novembre - Adam Czarnocki, archeologo e slavista polacco (n. 1784)
- 19 novembre - Jan Václav Voříšek, pianista, organista e compositore ceco (n. 1791)
- 20 novembre - Fortunato Pinto, arcivescovo cattolico italiano (n. 1740)
- 21 novembre - Jean-Nicolas Buache, geografo francese (n. 1741)
- 23 novembre - Angelo Targhini e Leonida Montanari, patriota italiano (n. 1799)
- 24 novembre - Karl Friedrich Hensler, direttore teatrale e commediografo tedesco (n. 1759)
- 25 novembre - Desfontaines-Lavallée, scrittore e drammaturgo francese (n. 1733)
- 27 novembre - Antoine-Athanase Royer-Collard, medico e psichiatra francese (n. 1768)
- 28 novembre - Raphaël de Casabianca, generale e politico francese (n. 1738)
- 28 novembre - Maximilien Sébastien Foy, generale, politico e scrittore francese (n. 1775)
- 28 novembre - Franz Alban von Schraut, diplomatico e nobile austriaco (n. 1745)
- 29 novembre - William Hull, generale e politico statunitense (n. 1753)

### Dicembre
- 1º dicembre - Alessandro I di Russia, sovrano russo (n. 1777)
- 1º dicembre - Elisabeth Kulmann, poetessa, filologa e traduttrice russa (n. 1808)
- 2 dicembre - Giuseppe Rosaroll, generale, patriota e saggista italiano (n. 1775)
- 5 dicembre - Giambattista Canal, pittore italiano (n. 1745)
- 6 dicembre - Daniel Coke, politico e avvocato inglese (n. 1745)
- 10 dicembre - Luigi Ercolani, cardinale italiano (n. 1758)
- 12 dicembre - Elizabeth Bentinck, nobildonna inglese (n. 1735)
- 14 dicembre - Carlos da Cunha e Menezes, cardinale e patriarca cattolico portoghese (n. 1759)
- 17 dicembre - Gotthard Johann von Knorring, generale russo (n. 1744)
- 19 dicembre - Franz Wenzel von Kaunitz-Rietberg, generale austriaco (n. 1742)
- 25 dicembre - Gerardo Curcio, guerrigliero e militare italiano (n. 1762)
- 25 dicembre - Louis Grignon, generale francese (n. 1748)
- 26 dicembre - Michail Andreevič Miloradovič, generale russo (n. 1771)
- 27 dicembre - Philipp Gottfried Gaertner, botanico e farmacista tedesco (n. 1754)
- 28 dicembre - Jean-Denis Barbié du Bocage, geografo e cartografo francese (n. 1760)
- 28 dicembre - James Wilkinson, politico e generale statunitense (n. 1757)
- 29 dicembre - Giuseppe Cambini, compositore e violinista italiano (n. 1746)
- 29 dicembre - Jacques-Louis David, pittore e politico francese (n. 1748)

### Senza giorno specificato
- Odysseas Androutsos, patriota e militare greco (n. 1788)
- Ferdinando Boudard, pittore italiano (n. 1760)
- Marie Bouliard, pittrice francese (n. 1763)
- George Caines, avvocato statunitense (n. 1771)
- William Cary, ottico inglese (n. 1759)
- George Dance, architetto inglese (n. 1741)
- François-Antoine-Henri Descroizilles, chimico francese (n. 1751)
- Pietro Ferroni, matematico italiano (n. 1745)
- Georg Wilhelm Freyreiss, naturalista tedesco (n. 1789)
- Hong Xiguan, insegnante cinese (n. 1745)
- Christoph Heinrich Kniep, disegnatore e pittore tedesco (n. 1755)
- Jean-Baptiste Labey, matematico francese (n. 1750)
- David Levi, banchiere, imprenditore e politico italiano (n. 1760)
- Giovanni Battista Marconi, architetto italiano (n. 1755)
- Pedro Mendinueta y Múzquiz, generale spagnolo (n. 1736)
- Bernardo de Monteagudo, politico, militare e rivoluzionario argentino (n. 1789)
- Vasilij Trofimovič Narežnyj, scrittore e drammaturgo russo (n. 1780)
- George Nicholson, attivista e viaggiatore inglese (n. 1760)
- Ercole Paganini, compositore italiano (n. 1770)
- Antonio Piazza, scrittore, giornalista e drammaturgo italiano (n. 1742)
- Andrea Querini Stampalia, ammiraglio austriaco (n. 1757)
- Guillaume-Honoré Roques, politico francese (n. 1772)
- Utagawa Toyohiro, pittore, incisore e calligrafo giapponese (n. 1734)
- Al-Jabarti, storico egiziano (n. 1756)
- Hans, Conte von Bülow, politico tedesco (n. 1774)

## Calendario
| Calendario 1825 | Calendario 1825 | Calendario 1825 | Calendario 1825 | Calendario 1825 | Calendario 1825 | Calendario 1825 | Calendario 1825 | Calendario 1825 | Calendario 1825 | Calendario 1825 | Calendario 1825 | Calendario 1825 | Calendario 1825 | Calendario 1825 | Calendario 1825 | Calendario 1825 | Calendario 1825 | Calendario 1825 | Calendario 1825 | Calendario 1825 | Calendario 1825 | Calendario 1825 | Calendario 1825 | Calendario 1825 | Calendario 1825 | Calendario 1825 | Calendario 1825 | Calendario 1825 | Calendario 1825 | Calendario 1825 | Calendario 1825 | Calendario 1825 |
| --------------- | --------------- | --------------- | --------------- | --------------- | --------------- | --------------- | --------------- | --------------- | --------------- | --------------- | --------------- | --------------- | --------------- | --------------- | --------------- | --------------- | --------------- | --------------- | --------------- | --------------- | --------------- | --------------- | --------------- | --------------- | --------------- | --------------- | --------------- | --------------- | --------------- | --------------- | --------------- | --------------- |
|                 | 1               | 2               | 3               | 4               | 5               | 6               | 7               | 8               | 9               | 10              | 11              | 12              | 13              | 14              | 15              | 16              | 17              | 18              | 19              | 20              | 21              | 22              | 23              | 24              | 25              | 26              | 27              | 28              | 29              | 30              | 31              |                 |
| Gennaio         | Sa              | Do              | Lu              | Ma              | Me              | Gi              | Ve              | Sa              | Do              | Lu              | Ma              | Me              | Gi              | Ve              | Sa              | Do              | Lu              | Ma              | Me              | Gi              | Ve              | Sa              | Do              | Lu              | Ma              | Me              | Gi              | Ve              | Sa              | Do              | Lu              |                 |
| Febbraio        | Ma              | Me              | Gi              | Ve              | Sa              | Do              | Lu              | Ma              | Me              | Gi              | Ve              | Sa              | Do              | Lu              | Ma              | Me              | Gi              | Ve              | Sa              | Do              | Lu              | Ma              | Me              | Gi              | Ve              | Sa              | Do              | Lu              |                 |                 |                 |                 |
| Marzo           | Ma              | Me              | Gi              | Ve              | Sa              | Do              | Lu              | Ma              | Me              | Gi              | Ve              | Sa              | Do              | Lu              | Ma              | Me              | Gi              | Ve              | Sa              | Do              | Lu              | Ma              | Me              | Gi              | Ve              | Sa              | Do              | Lu              | Ma              | Me              | Gi              |                 |
| Aprile          | Ve              | Sa              | Do              | Lu              | Ma              | Me              | Gi              | Ve              | Sa              | Do              | Lu              | Ma              | Me              | Gi              | Ve              | Sa              | Do              | Lu              | Ma              | Me              | Gi              | Ve              | Sa              | Do              | Lu              | Ma              | Me              | Gi              | Ve              | Sa              |                 |                 |
| Maggio          | Do              | Lu              | Ma              | Me              | Gi              | Ve              | Sa              | Do              | Lu              | Ma              | Me              | Gi              | Ve              | Sa              | Do              | Lu              | Ma              | Me              | Gi              | Ve              | Sa              | Do              | Lu              | Ma              | Me              | Gi              | Ve              | Sa              | Do              | Lu              | Ma              |                 |
| Giugno          | Me              | Gi              | Ve              | Sa              | Do              | Lu              | Ma              | Me              | Gi              | Ve              | Sa              | Do              | Lu              | Ma              | Me              | Gi              | Ve              | Sa              | Do              | Lu              | Ma              | Me              | Gi              | Ve              | Sa              | Do              | Lu              | Ma              | Me              | Gi              |                 |                 |
| Luglio          | Ve              | Sa              | Do              | Lu              | Ma              | Me              | Gi              | Ve              | Sa              | Do              | Lu              | Ma              | Me              | Gi              | Ve              | Sa              | Do              | Lu              | Ma              | Me              | Gi              | Ve              | Sa              | Do              | Lu              | Ma              | Me              | Gi              | Ve              | Sa              | Do              |                 |
| Agosto          | Lu              | Ma              | Me              | Gi              | Ve              | Sa              | Do              | Lu              | Ma              | Me              | Gi              | Ve              | Sa              | Do              | Lu              | Ma              | Me              | Gi              | Ve              | Sa              | Do              | Lu              | Ma              | Me              | Gi              | Ve              | Sa              | Do              | Lu              | Ma              | Me              |                 |
| Settembre       | Gi              | Ve              | Sa              | Do              | Lu              | Ma              | Me              | Gi              | Ve              | Sa              | Do              | Lu              | Ma              | Me              | Gi              | Ve              | Sa              | Do              | Lu              | Ma              | Me              | Gi              | Ve              | Sa              | Do              | Lu              | Ma              | Me              | Gi              | Ve              |                 |                 |
| Ottobre         | Sa              | Do              | Lu              | Ma              | Me              | Gi              | Ve              | Sa              | Do              | Lu              | Ma              | Me              | Gi              | Ve              | Sa              | Do              | Lu              | Ma              | Me              | Gi              | Ve              | Sa              | Do              | Lu              | Ma              | Me              | Gi              | Ve              | Sa              | Do              | Lu              |                 |
| Novembre        | Ma              | Me              | Gi              | Ve              | Sa              | Do              | Lu              | Ma              | Me              | Gi              | Ve              | Sa              | Do              | Lu              | Ma              | Me              | Gi              | Ve              | Sa              | Do              | Lu              | Ma              | Me              | Gi              | Ve              | Sa              | Do              | Lu              | Ma              | Me              |                 |                 |
| Dicembre        | Gi              | Ve              | Sa              | Do              | Lu              | Ma              | Me              | Gi              | Ve              | Sa              | Do              | Lu              | Ma              | Me              | Gi              | Ve              | Sa              | Do              | Lu              | Ma              | Me              | Gi              | Ve              | Sa              | Do              | Lu              | Ma              | Me              | Gi              | Ve              | Sa              |                 |